# Brumley
Brumley és una població dels Estats Units a l'estat de Missouri. Segons el cens del 2000 tenia 102 habitants.

## Demografia
Segons el cens del 2000, Brumley tenia 102 habitants, 41 habitatges, i 27 famílies. La densitat de població era de 82 habitants per km².
Dels 41 habitatges en un 31,7% hi vivien nens de menys de 18 anys, en un 48,8% hi vivien parelles casades, en un 9,8% dones solteres, i en un 34,1% no eren unitats familiars. En el 31,7% dels habitatges hi vivien persones soles el 9,8% de les quals corresponia a persones de 65 anys o més que vivien soles. El nombre mitjà de persones vivint en cada habitatge era de 2,49 i el nombre mitjà de persones que vivien en cada família era de 3,07.
Per edats la població es repartia de la següent manera: un 28,4% tenia menys de 18 anys, un 5,9% entre 18 i 24, un 26,5% entre 25 i 44, un 23,5% de 45 a 60 i un 15,7% 65 anys o més.
L'edat mediana era de 36 anys. Per cada 100 dones de 18 o més anys hi havia 102,8 homes.
La renda mediana per habitatge era de 22.500 $ i la renda mediana per família de 25.208 $. Els homes tenien una renda mediana de 23.750 $ mentre que les dones 16.875 $. La renda per capita de la població era de 10.468 $. Entorn del 4% de les famílies i el 15,8% de la població estaven per davall del llindar de pobresa.

## Poblacions més properes
El següent diagrama mostra les poblacions més properes.